# Viking Schaatsenfabriek
Viking Schaatsenfabriek (niederländisch: Viking Schlittschuhfabrik) ist eine niederländische Schlittschuhfabrik mit Sitz in Almere. Sie wurde 1948 in Amsterdam von dem Eisschnellläufer Jaap Havekotte gemeinsam mit dem Schlittschuhbauer Jacobus Johannes Lassche (Co Lassche) gegründet. Viking war der erste Hersteller von Klappschlittschuhen und ist die Schlittschuhmarke, auf der die meisten Weltmeistertitel, Weltrekorde und Olympia-Erfolge errungen wurden. Die Marke hat sich vor allem auf die Belieferung von Elitesportlern spezialisiert. Sieben der zehn Top-Eisschnellläufer nutzen Viking-Schlittschuhe. Die Schuhe werden in Almere von Hand hergestellt.

## Geschichte
Die Fabrik wurde 1948 gemeinsam vom Eisschnellläufer Jaap Havekotte und dem Schlittschuhbauer Co Lassche gegründet. Lassche war gelernter Kupferschmied, Havekotte von Beruf Zimmermann. Lassche baute bereits in den 1920er und 1930er Jahren Schlittschuhe. Nach dem Zweiten Weltkrieg fertigte er in seinem Keller in Durgerdam Schlittschuhe und allerlei Gegenstände, einschließlich Schlittschuhe, aus Konservendosen, die von den Alliierten zur Lebensmittelversorgung genutzt wurden, oder Schaufeln. 1947 traf er auf Havekotte, dem er ein paar Schlittschuhe verkaufte. Anschließend stellte er seine Schlittschuhe im Jaarbeurs, der Utrechter Messe, aus und konnte eine große Anzahl davon verkaufen.
Am 11. Februar 1948 eröffneten Co Lassche und Jaap Havekotte in der Gerard Doustraat in Amsterdam eine kleine Werkstatt, in der 1949 bereits sieben Menschen arbeiteten. Noch im selben Jahr wurde in der Oosterparkstraat 3e eine kleine Fabrik in Betrieb genommen. Parallel dazu stellte man auch noch in Durgendam Schlittschuhe her.
Im Mai 1952 trennten sich die Wege von Lassche und Havekotte aus persönlichen Gründen und Lassche schied aus der Firma aus. Havekotte führte den Betrieb in Weesp weiter und nannte ihn in Viking Schaatsenfabriek um. 1971 entwickelte Havekotte die noch heute bekannten Viking-Schlittschuhe, auf denen 1972 der Weltrekord aufgestellt wurde, und die noch heute von vielen Eisschnellläufern verwendet werden. Später übertrug Havekotte die Leitung des Unternehmens an seinen Sohn Jaap Havekotte jr., im August 2000 wurden der Firmensitz und die Produktionsanlagen nach Almere verlegt.